# Лист п'яти
«Лист п'ятірки» — лист Бесеу — першого секретаря Казахського обкома БК(б)П казахської інтеллігенції, адресоване Голощокіну (4 липня 1932 року). Спочатку адресувалося до Сталіна. Лист Бесева був одним із перших тривог, які попереджали країну про катастрофічний голод через крах тваринництва в республіці. У листі чесно стверджувалося, що соціологічні перетворення в казахському селі стали трагедією для всієї нації, залучивши всі соціальні верстви населення — багатих, середній клас, бідняків, а також про примусову колективізацію та поселення, податкові зловживання. збір призвели до масового голоду, епідемій, переселення людей. Жорстока політика Казахського обкому БК(б)П щодо управління господарством була піддана критиці. Але в документі лівих комуністів звинуватили в «надмірних посиланнях», які надсилаються в місцевих районах. Пропонувалися шляхи порятунку країни зі скрутного становища. Автори листа — письменник Габіт Мусірепов (1902—1985), голова Казахської державної преси Мансур Гатаулін (1903—1938), Алматинський Комвуз керівники Емберген Алтинбеков (1904—1954) і Муташ Даулеткалієв (1904—1982), завідуючий сектором Держплану Казахської РСР Кадир Куанишев (1906 — рік смерті невідомо) були заслані. Приводом для написання листа став Ораз Ісаєв. Лист Бесеу є виявом невдоволення казахської інтелігенції тоталітарним режимом.